# Liste der Baudenkmale in Esterwegen
In der Liste der Baudenkmale in Esterwegen sind alle Baudenkmale der niedersächsischen Gemeinde Esterwegen aufgelistet. Die Quelle der  Baudenkmale ist der Denkmalatlas Niedersachsen. Der Stand der Liste ist der 18. Dezember 2020.

## Allgemein
In den Spalten befinden sich folgende Informationen:
- Lage: die Adresse des Baudenkmales und die geographischen Koordinaten. Kartenansicht, um Koordinaten zu setzen. In der Kartenansicht sind Baudenkmale ohne Koordinaten mit einem roten Marker dargestellt und können in der Karte gesetzt werden. Baudenkmale ohne Bild sind mit einem blauen Marker gekennzeichnet, Baudenkmale mit Bild mit einem grünen Marker.
- Bezeichnung: Bezeichnung des Baudenkmales
- Beschreibung: die Beschreibung des Baudenkmales. Unter § 3 Abs. 2 NDSchG werden Einzeldenkmale und unter § 3 Abs. 3 NDSchG Gruppen baulicher Anlagen und deren Bestandteile ausgewiesen.
- ID: die Objekt-ID des Baudenkmales
- Bild: ein Bild des Baudenkmales, ggf. zusätzlich mit einem Link zu weiteren Fotos des Baudenkmals im Medienarchiv Wikimedia Commons. Wenn man auf das Kamerasymbol klickt, können Fotos zu Baudenkmalen aus dieser Liste hochgeladen werden:

## Esterwegen

### Gruppe: Kirchplatz Esterwegen
Die Gruppe „Kirchplatz Esterwegen“ hat die ID 35898146.

| Lage                                       | Bezeichnung    | Beschreibung | ID       | Bild           |
| ------------------------------------------ | -------------- | --- | -------- | -------------- |
| Hauptstraße 43 52° 59′ 39″ N, 7° 37′ 56″ O | Kirche         | Die katholische Kirche St. Johannes der Täufer wurde von 1896 bis 1897 im neugotischen Stil erbaut. Es ist ein einschiffiger Ziegelbau mit einem Querschiff. Im Inneren befindet sich ein Hochaltar und eine Kanzel aus der Bauzeit. Der Taufstein stammt aus dem 13. Jahrhundert. | 35906764 | Weitere Bilder |
| Hauptstraße 43 52° 59′ 40″ N, 7° 37′ 55″ O | Kriegerdenkmal | | 35906738 | Weitere Bilder |
| Hauptstraße 43 52° 59′ 38″ N, 7° 37′ 57″ O | Hochkreuz      | | 35906712 | Weitere Bilder |

### Gruppe: Ehem. Emslandlager VII
Die Gruppe „Ehem. Emslandlager VII“ hat die ID 35898858.

| Lage                                     | Bezeichnung | Beschreibung | ID       | Bild           |
| ---------------------------------------- | ----------- | ------------ | -------- | -------------- |
| Hinterm Berge 53° 0′ 29″ N, 7° 38′ 21″ O | Alleebäume  |              | 35908351 | Weitere Bilder |
| Hinterm Berge 53° 0′ 28″ N, 7° 38′ 35″ O | Gedenkstein |              | 35906906 | Weitere Bilder |

### Einzelbaudenkmale
| Lage                                        | Bezeichnung              | Beschreibung                                           | ID       | Bild           |
| ------------------------------------------- | ------------------------ | ------------------------------------------------------ | -------- | -------------- |
| An der Kirche 3 52° 59′ 38″ N, 7° 37′ 54″ O | Herrenhaus               |                                                        | 35906685 | Weitere Bilder |
| Clemenswerth 16 52° 59′ 35″ N, 7° 38′ 15″ O | Wohn-/Wirtschaftsgebäude | Datenfehler: Das Gebäude existiert nicht mehr!         | 35906883 | BW             |
| Mühlenberg 2 52° 59′ 20″ N, 7° 37′ 34″ O    | Wohn-/Wirtschaftsgebäude |                                                        | 35906861 | Weitere Bilder |
| Mühlenweg 4 52° 59′ 20″ N, 7° 37′ 30″ O     | Wohn-/Wirtschaftsgebäude | Datenfehler: Hier befindet sich ein modernes Wohnhaus! | 35906817 | BW             |
| Heidbrücken 32 52° 57′ 24″ N, 7° 37′ 3″ O   | Wohn-/Wirtschaftsgebäude | Datenfehler: Das Gebäude existiert nicht mehr!         | 35906839 | BW             |